# MacKays Brook (dopływ West Branch River John)
MacKays Brook (do 26 marca 1976 Nabiscump Brook) – strumień (brook) w kanadyjskiej prowincji Nowa Szkocja, w hrabstwie Pictou, płynący w kierunku północno-wschodnim i uchodzący do West Branch River John; nazwa Nabiscump Brook urzędowo zatwierdzona 5 stycznia 1945.